# 琉球茶道
琉球茶道是流行於琉球群島（日本鹿兒島縣奄美群島和沖繩縣）的茶儀式。琉球茶道同時受中國茶藝和日本茶道的影響，以獨特的飲茶口味為基礎，形成了琉球群島特有的茶文化。雖然有從日本本土和中國大陸進口，但琉球本地也生產茶葉和茶具，為琉球人的茶葉消費提供了條件。這種同時喝日本茶和中國茶的飲茶偏好被認為是琉球獨特茶文化的基礎。

## 歷史
14世紀以後的琉球考古遺址開始出土與茶文化有關的文物，可以確認的茶具出土遺址至少有63處，出土了整套茶具的遺址共有10處。這10處遺址包括今歸仁城蹟、浦添城蹟、首里城蹟等大型宮城和天界寺、圓閣寺等寺廟，以及一些燒製陶器的官窯。文獻中最早記載琉球茶道的是1534年來到琉球的明朝使者陳侃的《使琉球錄》，描述了天界寺和圓覺寺的茶道儀式。1623年，琉球王國從九州島引進了茶樹，17世紀下半葉在首里修建了御茶屋。在向象賢的《羽地仕置》中，將茶道等十二種技藝列為官員必須學習的技藝。1731年，知名筑登之親雲上朝宣赴福州學習製茶技術，回國後在西原間切棚原村種植清明茶、武夷茶、松羅茶。
朝鮮半島的燒瓷技術在17世紀引入了琉球王國，湧田燒和知名燒等開始在琉球出現，1682年，整合了它們的壺屋燒出現了。壺屋燒是琉球的典型陶器，是官窯的產品，一般為無釉粗燒。此外在《伊江親方日記》中還可以找到相當多的有關琉球茶具的描述。最多最常見的是茶碗，在日記中以“蓋茶碗”和“煎茶碗”的形式出現。關於「和茶家」、「唐煎茶」、「琉燒茶」的記載可以看出日本、中國、琉球茶具並存。
關於從福州進口到琉球的茶葉，在《清代中琉相關檔案選編》中有“中茶葉”和“細茶葉”兩種茶葉。1767年至1778年間，“中茶葉”總共進口了五次。最大數量為1767年的21,744斤（約13噸），平均約16,000斤（約9,600公斤）。在1776年至1874年間，進口了許多質量更高的“細茶葉”。最大的數量是1837年的72,000斤（約43.2噸）。日本茶進口琉球從17世紀初開始，位於薩摩的琉球館成為琉球進口日本茶的據點。根據《琉球館文書》的記載，經琉球館輸入琉球的茶的種類繁多，但特別是被視為禮贈品的求麻茶。1854年的《紙漉方并茶園方例帳》記載了清明茶、武夷茶、白毫武夷茶、松茶、冷杉茶、上茶、中茶、大葉茶、中飛茶、吉松茶、盤若寺茶和秋月茶等中國和日本的茶，可見日本茶和唐茶文化在琉球並存。

## 禮儀

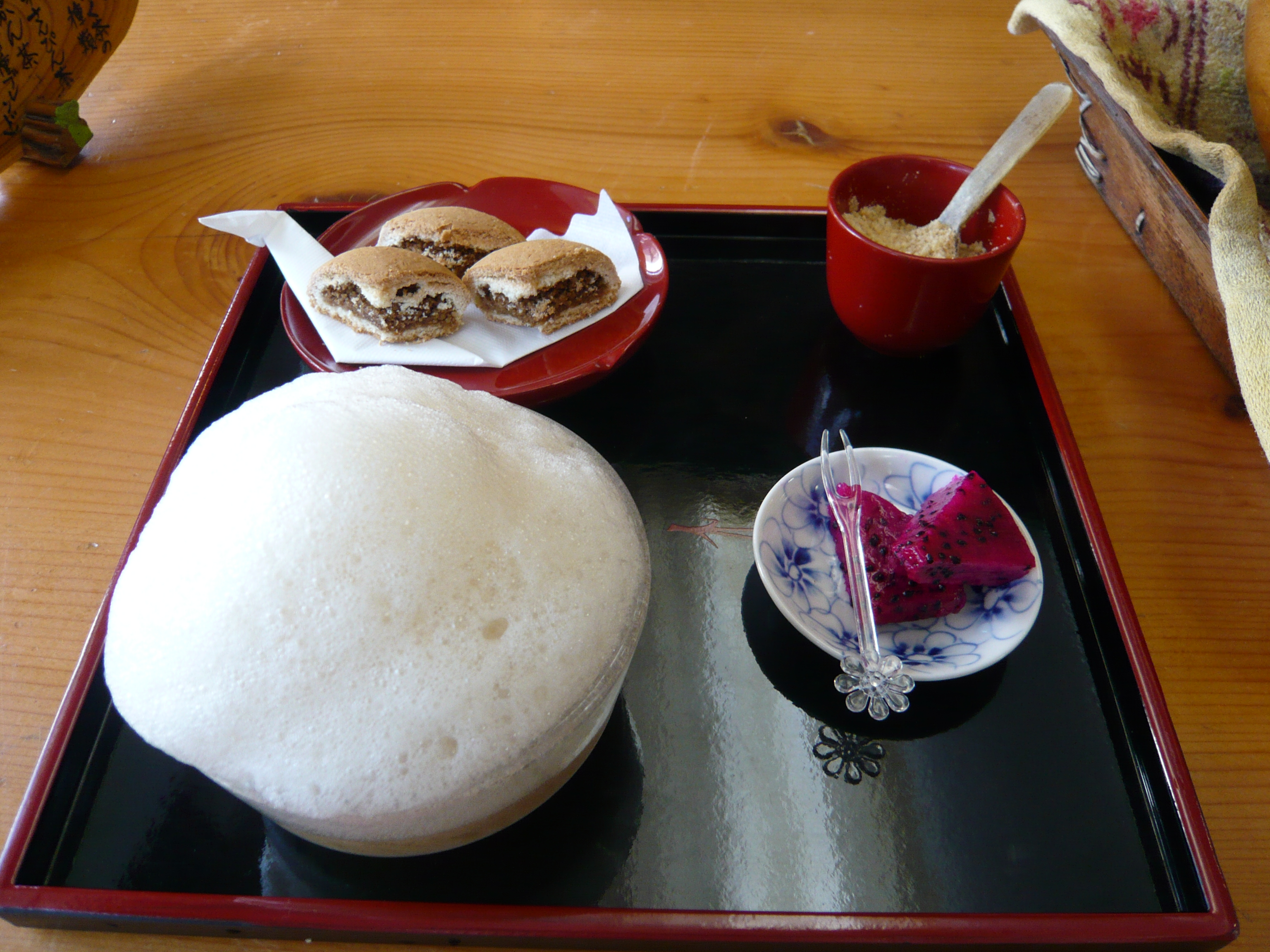
琉球泡泡茶（左下）

琉球茶以從中國引入的具有濃郁茉莉花香味的花茶“香片茶”和近現代在琉球群島流行的“琉球泡泡茶”為主，琉球泡泡茶的製作方式稍異於日本茶道。將混入粉末狀的玄米的茶葉倒入碗中，並以勺子快速攪打出氣泡。
在飲茶時，首先將茶放在腿上，接下來在右手輕輕握住碗的同時，用左手托舉並將其提起。把它舉到胸前，逆時針轉動碗大約四分之一圈。先吃掉上面的泡沫，再飲茶，避免泡沫留在碗裏。表現出琉球茶道「茶禪一味」的力與美。